# 颜珰
顏璫（嘉祿·邁格羅特，又译为嚴家樂、阎当，Charles Maigrot，1652年—1730年2月28日），巴黎外方傳教會传教士，曾任天主教福建教區第4任主教（1687-1708），中国礼仪之争的重要当事人。
1652年，颜珰生于法國巴黎，屬于巴黎外方傳教會。1681年抵福建，1700年升為主教，為康熙所逐。1708年離任，1730年2月28日逝世。
1680年，颜珰隨同被教宗任命的福建代牧区第一任宗座代牧（福建教區主教）陸方濟（François Pallu, 1626-1684）入華，任他的副手。1684年10月陸方濟去世，臨終前指定顏璫负责教區的事務，1687年2月5日，教宗正式任命其為福建宗座代牧。1693年，他在福州長樂發布禁止中国天主教徒祭祖祭孔的禁令，并于次年派人至羅馬上呈該令。引发耶稣会的不满以及清朝与罗马教廷的对抗。亦因如此，清廷對傳教士不遵守利瑪竇規矩而憤怒，康熙推出了不同對待方法︰一是像利瑪竇般，取票起誓永不回西方、效忠朝廷；二是離開中國。

## 七項禁令的内容
1. 禁用「天」和「上帝」以替代「天主」；
2. 禁懸刻有「敬天」字樣的牌匾（此為康熙皇帝御匾上所題之字）；
3. 不得以1656年教宗亞歷山大七世的敕諭為藉口祭祖祭孔，因當時所依據的材料有問題；
4. 不得從事或參與祭祖、祭孔之行為；
5. 禁止在祖先牌位上書寫「神主」、「神位」和「靈位」字樣；
6. 嚴禁傳播那些能誤導眾人、促進迷信的言論，如稱中國哲學原不違背天主教思想、「太極」即萬物之原的真神、孔子敬鬼神之說的世俗性高於宗教性、《易經》乃集自然與道德教誨之大成的作品；
7. 不受古書中無神論和迷信內容的影響。

## 語言
顏璫不會說官話，只會說閩語，而且對漢字認識不多。